# Paweł Kryszałowicz
Paweł Kryszałowicz (Słupsk, 23 de junho de 1974) é um ex-futebolista polonês;